# 小此木政夫
小此木 政夫（おこのぎ まさお、1945年4月14日 - ）は、日本の政治学者、九州大学特任教授、慶應義塾大学名誉教授。専門は、朝鮮半島政治、朝鮮半島をめぐる国際政治。

## 経歴
群馬県伊勢崎市生まれ。東京都立江北高等学校を経て、1969年に慶應義塾大学法学部政治学科卒業。1975年同大学院法学研究科博士課程単位取得退学（1972年から1974年延世大学校に留学）、1987年に法学博士の学位を取得。
同大学法学部講師・助教授を経て、1985年から教授。2005年から2007年まで法学部長を務めた。
中長期的な外交戦略研究を目的とした小泉純一郎首相の私的諮問機関「対外タスクフォース」委員、福田康夫首相の有識者会議「外交政策勉強会」の委員を歴任。
学部では石川忠雄、大学院では神谷不二に師事。北朝鮮の政治体制に関して研究活動をスタートし、現在では朝鮮半島問題に関する日本の代表的な研究者の一人となっている。マスメディア、政府機関への登場も多い。門下生に倉田秀也、平岩俊司、西野純也などがいる。
重村智計によると、韓国において朝鮮戦争研究の権威と評価されている金学俊（朝鮮語: 김학준 (1943년)）（ソウル大学教授などを歴任）は、朝鮮戦争を「内戦」と主張している日本の修正主義学派として、小此木や桜井浩（久留米大学教授）などを挙げているという。それによると小此木は、朝鮮戦争は北朝鮮が「民族解放戦争」の論理のもとにソ連と共謀して戦争を開始したと主張しているという。

## 職歴
- 1971年 慶應義塾大学法学部政治学科助手
- 1975年 専任講師
- 1978年 助教授
- 1985年 教授
- 1995年 慶應義塾大学地域研究センター所長(-1999年9月）
- 1996年 日韓共同研究フォーラム日本側座長
- 1997年 日韓歴史研究促進共同委員会日本側運営委員(-1999年10月)
- 1999年 日韓文化交流会議日本側副座長
- 2000年 現代韓国朝鮮学会会長
- 2002年 日韓歴史共同研究委員会委員
- 2005年 慶應義塾大学法学部長（-2007年）
- 2008年 慶應義塾評議員（-2010年）
- 2010年 日韓新時代共同研究プロジェクト日本側委員長
- 2011年 慶應義塾大学定年退任、名誉教授。九州大学、韓国東西大学特任教授

## 学外所属機関
- 日韓文化交流会議日本側運営委員
- 日本比較政治学会理事
- 日韓歴史研究促進共同委員会日本側運営委員
- 日本国際政治学会理事
- 日韓共同研究フォーラム日本側幹事アジア政経学会理事
- 公益財団法人日本国際フォーラム政策委員[2]

## 受賞歴
- 義塾賞（1986年）
- 瑞松韓日学術賞（2010年）
- 第31回アジア・太平洋賞大賞[3]（2019年）

## 著書

### 単著
- 『朝鮮戦争――米国の介入過程』（中央公論社 1986年）
- 『日本と北朝鮮・これからの5年――南北統一への視点とシナリオ』（PHP研究所 1991年）

### 編著
- 『岐路に立つ北朝鮮』（日本国際問題研究所 1988年）
- 『ポスト冷戦の朝鮮半島』（日本国際問題研究所、1994年）
- 『北朝鮮ハンドブック』（講談社 1997年）
- 『金正日時代の北朝鮮』（日本国際問題研究所 1999年）
- 『韓国における市民意識の動態』（慶應義塾大学出版会 2005年）
- 『現代東アジアと日本（3）危機の朝鮮半島』（慶應義塾大学出版会 2006年）

### 共編著
- （赤木完爾）『冷戦期の国際政治』（慶應通信 1987年）
- （小島朋之）『東アジア危機の構図』（東洋経済新報社 1997年）
- （文正仁）『日韓共同研究叢書（4）市場・国家・国際体制』（慶應義塾大学出版会 2001年）
- （山田辰雄・小島朋之）『現代東アジアの政治』（放送大学教育振興会, 2004年）
- （張達重）『戦後日韓関係の展開』（慶應義塾大学出版会, 2005年）
- （渋沢雅英・山本正・国分良成）『東アジアにおけるシヴィル・ソサエティの役割』（慶應義塾大学出版会, 2007年）
- （西野純也）『韓国における市民意識の動態II』（慶應義塾大学出版会, 2008年）
- （文正仁）『東アジア地域秩序と共同体構想』（慶應義塾大学出版会, 2009年）
- （礒﨑敦仁）『北朝鮮と人間の安全保障』（慶應義塾大学出版会, 2009年）

### 訳書
- 李庭植『戦後日韓関係史』（古田博司と共訳,中央公論社,1989年）